# Journal of Gynecologic Oncology
Journal of Gynecologic Oncology (JGO, J Gynecol Oncol) — выходящий раз в два месяца международный медицинский рецензируемый журнал с открытым доступом, основанный в 1990 году и посвящённый онкогинекологии. Является официальным изданием Азиатского общества гинекологической онкологии, Корейского общества гинекологической онкологии, Японского общества гинекологической онкологии и Общества гинекологической онкологии Канады. Издание содержит публикации на английском языке, посвящённые улучшению лечения пациентов с гинекологическим раком, редакционные, оригинальные и обзорные статьи, корреспонденцию, рецензии на книги и различные дополнительные материалы. 

## История

### 1990—2004
В 1984 году было основано Корейское общество гинекологической онкологии (Korean Society of Gynecologic Oncology (KSGO)). В 1990 году было запущено официальное издание организации — Korean Journal of Gynecologic Oncology and Colposcopy. После трёх ежегодников, в 1993—2004 гг. журнал издавался ежеквартально. Ретроспективный описательный анализ дизайна исследований на основе 473 статей за 15 лет выявил склонность к исследованиям серии случаев (71.7%) и клиническим отчётам (26.8%), в то время как когортных исследований было всего пять, а рандомизированных контролируемых исследований — одно.

### 2005 — н. в.
С 2005 по начало 2008 года журнал именовался как Korean Journal of Gynecologic Oncology, и с июньского номера того же года название было изменено на Journal of Gynecologic Oncology, вместе с чем все публикации стали англоязычными.
В мае 2009 года журнал был проиндексирован в Science Citation Index Expanded (SCIE, Web of Science), а затем в многочисленных базах данных, таких как PubMed, PubMed Central (PMC), Scopus, EMBASE, KoreaMed и Synapse.org, MEDLINE, KoMCI, Chemical Abstracts Service (CAS), и Google Scholar.
В 2021 году журнал имел свой рекордный импакт-фактор — 4.756. В том же году издание поднялось до 12 места из 188 в категории «Акушерство и гинекология» и до 74 из 360 в категории «Онкология», согласно базе данных Scopus; CiteScore журнала в 2022 году достигал 7.5.
В 2023 году издание стало официальным также для Общества гинекологической онкологии Канады (Gynecologic Oncology of Canada (GOC)).

## Редакционная коллегия
Главный редактор:
- Донг Хун Су (Соннам, )

Почётные редакторы:
- Хи-Суг Рю (Сувон, )
- Чже-Веон Ким (Сеул, )

Языковые редакторы:
- Чульмин Ли (Коян, )
- Га Вон Йим (Коян, )

Главные редакторы:
- Каору Абико (Киото, )
- Цукаса Баба (Мориока, )
- Джорджио Богани (Милан, )
- Киттипат Чароенкван (Чиангмай, )
- Ган Чен (Ухань, )
- Сяоцзюнь Чэнь (Шанхай, )
- Косей Хасегава (Сайтама, )
- Хенг-Ченг Хсу (Синьчжу, )
- Кеннет Ким (Калифорния, )
- Райнер Киммиг (Эссен, )
- Юсуке Кобаяси (Токио, )
- Дженис Квон (Ванкувер, )
- Чжун Юн Ли (Сеул, )
- Сунг-Джонг Ли (Сеул, )
- Ю-Юн Ли (Сеул, )
- Лили Лин (Техас, )
- Амита Махешвари (Мумбаи, )
- Пак Чон Ёль (Сеул, )
- Кун Сонг (Шаньдун, )
- Сириван Тангджитгамол (Бангкок, )
- Хидемичи Ватари (Саппоро, )

Кроме того, в редакции числятся: 12 ассоциированных редакторов, 3 редактора социальных сетей, 42 редакционных советника и 1 управляющий помощник редактора.

## Импакт-фактор и CiteScore
| Год  | Web of Science | Web of Science | Web of Science | Web of Science | Scopus | Scopus     | Scopus      | Scopus             | Scopus             |
| Год  | ИФ             | Статей         | Цитирований    | А. и Г.        | CS     | Документов | Цитирований | Место в категориях | Место в категориях |
| Год  | ИФ             | Статей         | Цитирований    | А. и Г.        | CS     | Документов | Цитирований | А. и Г.            | О.                 |
| ---- | -------------- | -------------- | -------------- | -------------- | ------ | ---------- | ----------- | ------------------ | ------------------ |
| 2011 | 1.489          | 44             | 187            |                | 1.8    | 140        | 248         | 73/155             | 155/273            |
| 2012 | 1.730▲         | 41             | 322            |                | 2.8▲   | 202        | 574         | 53/155▲            | 134/288▲           |
| 2013 | 1.600▼         | 48             | 390            |                | 2.9▲   | 186        | 535         | 56/157▼            | 144/296▼           |
| 2014 | 2.494▲         | 44             | 511            |                | 3.4▲   | 184        | 625         | 42/160▲            | 140/310▲           |
| 2015 | 2.522▲         | 42             | 578            |                | 4.5▲   | 183        | 817         | 28/161▲            | 118/319▲           |
| 2016 | 3.140▲         | 36             | 813            |                | 4.5▬   | 183        | 827         | 27/166▲            | 124/325▼           |
| 2017 | 3.340▲         | 74             | 957            |                | 4.5▬   | 220        | 987         | 35/170▼            | 133/334▼           |
| 2018 | 2.914▼         | 84             | 1134           |                | 4.5▬   | 262        | 1180        | 34/166▲            | 125/323▲           |
| 2019 | 3.304▲         | 88             | 1477           | 15/82          | 4.7▲   | 315        | 1489        | 28/171▲            | 114/331▲           |
| 2020 | 4.401▲         | 76             | 2237           | 10/83▲         | 6.1▲   | 334        | 2030        | 13/176▲            | 92/340▲            |
| 2021 | 4.756▲         | н/д            | 2658           | 12/85▼         | 7.4▲   | 329        | 2431        | 12/188▲            | 74/360▲            |
| 2022 | 3.9▼           | н/д            | 2593           | 20/85▼         | 7.5▲   | 315        | 2376        | 12/197▬            | 87/366▼            |
| 2023 | 3.4▼           | н/д            | 2364           | 22/136▼        | 6.0▼   | 303        | 1831        | 35/209▼            | 128/404▼           |
| 2024 | н/д            | н/д            | н/д            | н/д            | 5.3▼   | 327        | 1725        | 40/210▼            | 148/415▼           |
| 2025 | н/д            | н/д            | н/д            | н/д            | 4.8▼   | 319        | 1537        | Ожидается          | Ожидается          |